# زينب بليل
زينب حاج بليل الزين، كاتبة سودانية. ولدت في 7 مارس 1947 في مدينة سنجة في ولاية سنار، وهي عضو اتحاد الكتاب السودانيين وعضو رابطة الأديبات.
بدأت موهبتها في المرحلة الوسطى حيث بدأت بالتردد على المكتبة المدرسية، ويمكن القول بأن بداياتها ككاتبة بدأت بموضوع تعبيرٍ في حصة الإنشاء، حيث أثنى عليه المعلم وقال لها إنها ستكون خلف «ملكة الدار محمد» ولم تكن تعرف في ذلك الوقت من هي «ملكة الدار محمد». كانت تستمع يومياً إلى إحجيات جدتها فيما اسمته بالمستفيد الوحيد من تلك الحكايات كونها مستقبلاً أصبحت كاتبة رواية وقالت ان الجدة تبدأ دوماً بتلك الأهزوجة «حجيتكم مابجيتكم، خيراً جانا وجاكم»

## الدرجات العلمية
حصلت على دبلوم معهد تدريب المعلمات وتخرجت من كلية الموسيقى والدراما بجامعة السودان تخصص نقد ودراسات مسرحية، وحصلت أيضاً على دبلوم في الدراسات الإنسانية.ثم عملت معلمة لغة انجليزية للمرحلة المتوسطة.

## المسيرة العملية
الادبية زينب بليل ايقونة النقد السوداني وواحدة من اهم النساء السودانيات التي لمع اسمها في دين الادب والثقافة وتُعد بليل علماً من أعلام مدينة سنجة.
تخصصت بالنقد والدراسات المسرحية.وبجانب ذلك لم تُهمل زينب بليل الجانب الاخر من الموهبة الادبية والفكرية التي وهبها الله لها ،مما جعلها تتجة للعمل في الحقل الاعلامي.
تعمل معدة ومقدمة برامج، أعدت وقدمت برنامج «منتدى القصة» بإذاعة الخرطوم، وبرنامج «كن جميلاً» بالإذاعة الطبية، وبرنامج «كلام سوداني» بالإذاعة القومية، أعدت حلقات مسلسل «الخرطوم والناس» بالإذاعة القومية. بام درمان برنامج «من المسرح العالمي» وكذلك برنامج «كتاب ومؤلف » بالاذاعة القومية.
تشغل منصب رئيس منتدى السرد والنقد، ومنصب رئيس منظمة نساء السودان لمحاربة الفقر.
عضو اتحاد الكتاب السودانيين، وعضو رابطة الأديبات، وأمين امانة السرد باتحاد الأدباء السودانيين، وعضو لجنة جائزة «الأم المثالية» شركة زين للهاتف السيار السودان.
عضو منظمة الشهيد الزبير للإبداع والتميز العلمي.
وتُعد إحدي أبرز الكاتبات في السودان وكرمتها العديد من المنابر والمنتديات الثقافية.

## أعمالها الروائية
- الاختيار 1984
- كش ملك
- نبات الصبار 2011
- حاملات القرابين أو رحلة عبور من هناك إلى هنا وبالعكس" 2016.
- نكون او لا نكون "مسرحية - تأليف وإخراج".

## جوائز
حصلت الكاتبة زينب بليل على جائزة الدولة للنصوص الدرامية عن نص المحاكمة في عام 1975م، وجائزة الشهيد الزبير للإبداع والتميز العلمي عن رواية «نبات الصبار».
إستضافات : تلفزيون النيل الأزرق "رحلة في عقل إمراة - حديث في الفن - حديث المساء" ،تلفزيون الشروق "حديث في الفن والسياسة - سيدة الموقف - الطلاق - كاتبات سودانيات - سفراء المعاني - المجاملات - المرأة والتظاهر " ،الاذاعة السودانية "نجوم بعيدة -برنامج حروف- صالة المنوعات " إذاعة البيت السوداني "حلو الكلام" .
ندوات : ندوة عن كتاب المرأة وظلمات التاريخ قاعة الشارقة ،تقديم مجموعة قصصية للكاتبة ستلا قايتانو ،تقديم مجموعة فاطمة عتباني .
لجان تحكيم : عضو لجنة تحكيم في مسابقة القصة القصيرة في اتحاد الشباب، وفي الابداع النسوي ،إتحاد المرأة. الابداع العسكري . وفي جائزة الطيب صالح للشباب بمركز عبدالكريم ميرغني . وفي منافسة القصة القصيرة باتحاد جامعة الخرطوم، منافسة القصة القصيرة باذاعة الخرطوم الذي ترعاه وزارة الثقافة بجائزة شهرية مقدرة.